# Why Don't You Love Me
«Why Don't You Love Me?», es una canción interpretada por la cantante estadounidense Beyoncé para su tercer álbum de estudio I Am... Sasha Fierce. Originalmente lanzado como un Bonus Track de la edición de lujo del álbum, la canción fue lanzada más adelante como un Bonus Track digital, en un EP titulado «I Am...Sasha Fierce (The Bonus Tracks)». Compuesto por Knowles, Ángela Beyince, Solange Knowles y The Boyz Bama, la canción hace uso de un estilo retro y tiene un ritmo de baile dinámico y pegajoso. El punto de partida de la canción hace alusión a la falta de interés en la relación pues mientras su pareja parece ignorarla tanto ella como todos a su alrededor reconocen que es fabulosa de la cabeza a los pies. La canción logró llegar al número 1 del Billboard Hot Dance Club Songs por una semana en febrero de 2010, casi un año después del lanzamiento original del álbum.
La inspiración de escribir la canción vino a Bmma Boyz cuando pasaban por Londres en los últimos días del B'Day Tour. «Why Don't You Love Me?» es una canción con ritmos R&B, Dance pop y un estilo Retro. El vídeo fue dirigido por Melina Matsuokas, Beyoncé y bajo la supervisión de B-ZEE. El vídeo está protagonizado por Beyoncé como "La ama de Casa BB". Beyoncé rindió homenaje a Bettie Page en el vídeo, al igual que lo hizo en Video Phone y en Telephone, con la colaboración de Lady Gaga en estos últimos. Los críticos elogiaron como Beyoncé combinó el estilo de los años 50 con su vestuario, lo cual la hacían ver sexy, adorable, encantadora y divertida.
El 27 de agosto de 2010, la canción fue lanzada como sencillo promocional en el Reino Unido, donde dos estilos de la canción se pusieron a disposición del público. Con el tiempo, alcanzó el número 51 en el UK Singles Chart y en el número 14 en la lista de singles R&B en septiembre de 2010. A pesar de no ser lanzado oficialmente, la canción también ganó un poco de atención en Australia, donde alcanzó en el número 73 y el número 44 en el Airplay Chart en Eslovaquia. En los Estados Unidos, que en última instancia, surgió como la canción 19 en la mayoría de clubes de baile en 2010.

## Antecedentes y Lanzamiento

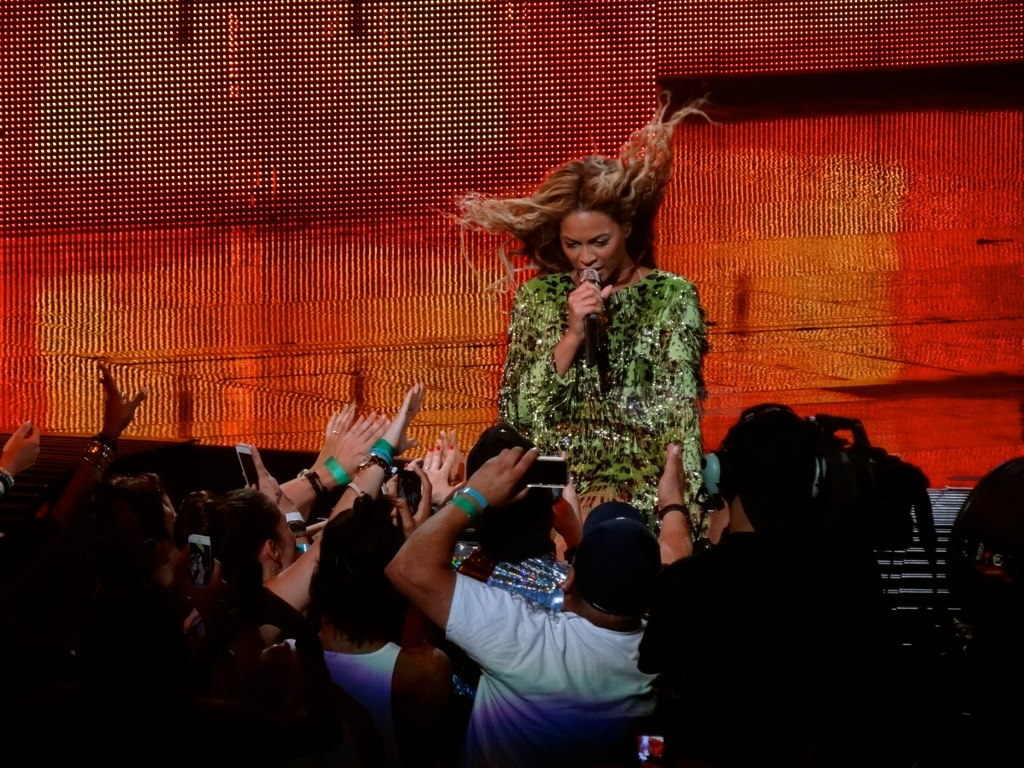
Beyoncé interpretando «Why Don't You Love Me» durante el The Mrs. Carter Show World Tour.

Jonathan Wells de la Bmma Boyz, dijo que decidió intentar algo diferente de lo que suelen hacer, mediante la mezcla de varios géneros. La inspiración de la canción vino del tiempo que pasaron en Londres a finales del B'Day tour. La escritura y la producción de la canción comenzó en Londres y se terminó en Estados Unidos a principios de 2008. Se admite que la estructura de la canción era inusual, sin embargo, estaban felices de que terminó en manos de los Knowles. El Boyz Bama había producido recientemente dos canciones de Solange Knowles para su álbum: Sol-Angel and the Hadley St. Dreams. El Boyz Bama casi dejó la producción instrumental para "Why Don't You Love Me" fuera, ya que pensaba que la canción no sonaba como las canciones de Beyoncé. Sin embargo, Jesse Rankins decidió agregar la producción instrumental de la canción "Why Don't You Love Me", en el correo electrónico, porque sabía que Solange le gustan las canciones con sonidos y ritmos diferentes. De todos los intentos mandados a Solange, por fin ella se decidió que la última canción era la más inesperada y decidió producir "Why Don't You Love Me". Jonathan Wells comentó: "Cuando nos enteramos de la reacción de Solange, estábamos muy emocionados porque la canción era más similar a nuestros ritmos que tocamos que cualquiera de los otros enviados. Beyoncé llegó a Houston Music World Studios para una sesión de grabación unos meses después de Solange había cortado la demo. Knowles invita a la Bama Boyz en su sesión en los estudios de Houston World Music para escuchar las primeras versiones de I Am... Sasha Fierce. Inesperadamente, después de que Beyoncé grabara "Halo", "Why Don't You Love Me" fue abriéndose paso a través de los altavoces con Knowles interpretando la canción. Originalmente lanzado como un Bonus track de la edición de lujo del álbum, la canción fue lanzada más adelante como un bonus track digital, en un EP titulado I Am... Sasha Fierce - El Bonus Tracks junto a "Poison" y una versión remix de Videophone junto a Lady Gaga.

## Composición
"Why Don't You Love Me" es una canción distinta a las demás canciones del disco debido a que tiene un estilo retro. En la canción Beyoncé interroga al objeto de su amor acerca del porqué él no la ve fabulosa, y la letra dice: ¿Porqué no me amas? Cuando se me hace tan fácil amar..., tengo estilo, tengo belleza y también tengo trasero. Escrito por Beyoncé Knowles, su hermana Solange Knowles, su prima Angie Beyince y producida por The Bmma Boyz. Producido, así como coescrito por The Boyz Bama. "Why Don't You Love Me" es una optimista pista que también se deriva del género de R & B. Se trata de enérgicos ritmos tribales, un loop de batería, funky, guitarras y una línea de bajo, diseñado para que sea un maravilloso, así como una canción bailable.

## Recepción

### Recepción en la Crítica
All Noise dio a la canción una crítica positiva, felicitando a la letra, así como el feminismo de la canción. También se dijo que la canción es ideal para "mantener interesadas de la pistas de baile" y que es "inventiva y valiente", canciones como "Why Don't You Love Me", que mantendría a Beyoncé en la parte superior en el mundo de la música pop. Otro estudio de la página web de "Unreality Shout", elogió los golpes y el funk, influencias aparecen en "Why Don't You Love Me", y lo llamó una canción interesante, ya que ataca el concepto de "ser ignorado por un amante, desde un ángulo diferente, en lugar de quejarse miserablemente y cantar a lo largo de un piano de balada".

### Recepción en las listas
Aunque no fue lanzada como sencillo, Why Don't You Love Me llegó al tope del Billboard Hot Dance Clubs Song la semana del 13 de febrero de 2010. Se convirtió en la duodécima canción que alcanza el número 1 en esa lista y la quinta del álbum. El 11 de junio la canción debutó en la posición 73 del Aria Charts de Australia, aunque la siguiente semana cayó al puesto número noventa y uno, antes de salir de la lista la semana siguiente. El 14 de agosto de 2010, la canción debutó en el número 142 en el UK Singles Chart, [ 19 ] y se trasladó desde el número setenta y uno con el número cuarenta de su R & B del gráfico. [ 20 ] Después de la publicación digital de remixes, la canción alcanzó el número setenta y uno en el UK Singles Chart, convirtiéndose en la única novena consecutiva de I Am... Sasha Fierce, su nivel máximo en el top 75. También se trasladó desde el número cuarenta y cuatro el número veinticinco de su R & B carta el 11 de septiembre de 2010. [ 22 ] La semana siguiente, el 18 de septiembre de 2010, "Why Don't You Love Me" subió veinte lugares en el Reino Unido escoge a la tierra en el número cincuenta y un [ 21 ] y ascendió al número catorce en su carta de I + B. [ 23 ] La canción permaneció en las listas principales en Bélgica y llegó al número diez en la Flamish Ultratip Chart.

## Vídeo Musical

### Antecedentes y Conceptos
Why Don't You Love Me es el noveno video del álbum, El 1 de mayo de 2010, un clip protagonizada por Knowles como ama de casa BB, fue publicado en Vimeo. Se la ve con una camisa azul desabrochada con un par de pantalones cortos de mezclilla corto y un pañuelo rojo en su headwears al tratar de arreglar un automóvil averiado. El vídeo musical de la canción fue dirigido por el antiguo colaborador Melina Matsoukas y Knowles bajo el alias de "Bee-Z". El vídeo tuvo dos o tres semanas de preparación y un día a la película en Los Ángeles en el Monte Olimpo. El conjunto principal de que el vídeo fue una casa de propiedad por un hombre rico de 95 años de edad, que permite Knowles y Matsoukas de utilizar su casa y los coches de colección para la filmación del vídeo. Durante una entrevista con EE. UU. hoy en día el 28 de enero de 2010, Knowles anunció que se toma un descanso de su carrera musical que dice "vivir la vida, que se inspira en las cosas de nuevo. Ella se inspiró para  grabar un vídeo musical de la pista de la prima (Angela Beyonce). En una entrevista con la revista People en agosto de 2010, Knowles explica: "Se me ocurrió la idea del vídeo porque últimamente he decidido tomar un descanso, y estar en casa, y ser una esposa, pensé que podría ser bueno. dar un pequeño guiño hacia las cosas que he estado haciendo, así que por eso soy un ama de casa en el vídeo." Sin embargo, explicó que el vídeo es "una exageración" de lo que estaba haciendo en ese momento, sólo vivir su vida, ser una mujer en casa, relajada y tratando de disfrutar de su vida, que no sea la realización y la creación de la música. El vídeo musical fue lanzado oficialmente a las tiendas iTunes en Estados Unidos el 18 de mayo de 2010, dos semanas después de su estreno original. En mayo de 2010, los medios informaron que la decisión de Knowles para publicar un vídeo más de su álbum "I Am... Sasha Fierce" justo antes de que Kelly Rowland lanzó "Comander" donde fue injusta con Rowland.

### Sinopsis
El vídeo comienza con un homenaje y una muestra de los créditos de apertura de Leave It to Beaver, que introduce a Knowles como "ama de casa BB". La canción comienza una vez que se mete en una casa y trae consigo una placa que dice "Why Don't You Love Me?". A lo largo del video, Knowles se ve llorando, con el rímel corriendo por sus mejillas mientras hablaba por teléfono con su interés amoroso, bebiendo un martini seco y fumando un cigarrillo. Esto proyecta una imagen de Beyoncé que rinde homenaje a Bettie Page justo como lo hizo en los videoclips de "Telephone" y "Vídeo Phone", donde colaboró con Lady Gaga. En esta escena, Knowles suplanta a Betty Draper. Según Melanie Bertoldi de Billboard, Knowles sostiene a su amante perezoso mientras saborea un cóctel y la inhalación de un cigarrillo en el vídeo musical. Las imágenes cargadas de fantasía no terminan allí, sin embargo, ya que es seguida por disparos de las secuencias de la jardinería Beyoncé, lavando platos, limpiando el suelo, y haciendo galletas. Rap-Up comentó sobre lo que sucede en el vídeo, diciendo que ella es también durante la lectura de algunas escenas, en el que canta "mantener la cabeza en los libros, yo soy fuerte...". En el medio del video, Knowles desempolva su repisa de la chimenea, que está cubierta por su 16 premios Grammy que ganó cuando estaba con Destiny's Child y después del debut de su carrera en solitario. El vídeo se cierra en su caída al suelo después de colgar el teléfono y el acabado de su martini, y dice la última palabra "... tonto!" en una escena en la que está vestida con un traje tipo dominatriz, mientras que lleva un látigo.

## Demanda
El propietario de la casa donde se grabó el vídeo, Philip Markowitz, presentó una demanda el 28 de mayo de 2010, en Los Ángeles en busca de $ 25.000. Demandó a Knowles, las empresas "Klener & Company" y "Bolsas y Juntas", y Ciccotello Dina, por la filmación del vídeo. Markowitz se quejó de que por la mañana, cada vez que trató de salir de su casa, el equipo de rodaje estaba bloqueando el camino de entrada. Markowitz afirma que «tuvo llamadas perdidas, mientras que varios empresarios discutían tranquilamente en su camino». Según él, «exigió una compensación por la transgresión de su propiedad y de las molestias y el retraso que ya había sufrido». El caso fue desestimado posteriormente por un juez del Tribunal Superior en septiembre. (The Associated Press (9 de septiembre de 2010). «Lawsuit Over Filming of Beyoncé Video Settled». ABC News. Consultado el 10 de septiembre de 2010.)

## Interpretaciones en directo
Knowles interpretó la canción en vivo por primera vez el Festival de Glastonbury 2011 el 26 de junio de 2011. Durante la realización bailó con sus bailarines de respaldo y el video oficial de la canción fue mostrado a sus espaldas.

## Lista de canciones
- German Digital single[18]

1. "Why Don't You Love Me" - 3:37
2. "Why Don't You Love Me" (Jump Smokers Club Remix) - 3:57

- German Digital EP[19]

1. "Why Don't You Love Me" - 3:37
2. "Why Don't You Love Me" (Jump Smokers Club Remix) - 3:57
3. "Why Don't You Love Me" (Video) - 4:50

- UK Digital Remixes[20]

1. "Why Don't You Love Me" (MK Ultras Remix - Radio Edit) - 3:34
2. "Why Don't You Love Me" (Starsmith Remix - Radio Edit) - 3:33

## Créditos
- Voz - Beyoncé

- Productores - The Bmma Boyz y Beyoncé

- Producción de voz - Beyoncé

- Escritores - Escritores - Beyoncé Knowles, Solange Knowles, Angela Beyincé, Eddie Smith III, Jesse Rankins y Jonathan Wells.

Source:

## Listas Semanales
| Chart (2010)                                | Peak position |
| ------------------------------------------- | ------------- |
| Australia (ARIA)                            | 73            |
| Bélgica (Flandes) (Ultratip Bubbling Under) | 10            |
| Brazil (Billboard) Hot 100 Airplay          | 21            |
| Germany (Deutsche Black Charts)             | 4             |
| Eslovaquia (Rádio Top 100)                  | 44            |
| Reino Unido (Official Charts Company)       | 51            |
| Reino Unido (UK R&B Chart)                  | 14            |
| Estados Unidos (Hot Dance Club Songs)       | 1             |

## Listas de Fin de Año
| Chart (2010)                           | Position |
| -------------------------------------- | -------- |
| US Billboard Hot Dance Club Play Songs | 19       |

## Historial de Lanzamientos
| País        | Fecha                | Formato                      | Disquera                 |
| ----------- | -------------------- | ---------------------------- | ------------------------ |
| Alemania    | 2 de julio de 2010   | Digital sencillo, Digital EP | Sony Music Entertainment |
| Reino Unido | 27 de agosto de 2010 | Digital Remix Single         | Sony Music Entertainment |